# (25052) Rudawska
(25052) Rudawska est un astéroïde de la ceinture principale.

## Description
(25052) Rudawska est un astéroïde de la ceinture principale. Il fut découvert le 27 août 1998 à la station Anderson Mesa par le programme LONEOS. Il présente une orbite caractérisée par un demi-grand axe de 2,54 UA, une excentricité de 0,17 et une inclinaison de 6,0° par rapport à l'écliptique.

## Compléments